# Список послов СССР и России в Габоне
В статье представлен список послов СССР и России в Габоне.
- 15 октября 1973 г. — установление дипломатических отношений на уровне посольств.

## Список послов
| Срок полномочий                   | Посол                        | Годы жизни | Вручение верительных грамот |
| --------------------------------- | ---------------------------- | ---------- | --------------------------- |
| СССР                              |                              |            |                             |
| 23 августа 1974 — 14 ноября 1978  | Владимир Герасимович Филатов | 1931—2005  | 30 ноября 1974              |
| 14 ноября 1978 — 18 июля 1982     | Геннадий Васильевич Уранов   | 1934—2014  | 10 января 1979              |
| 18 июля 1982 — 17 августа 1987    | Латып Максудович Максудов    | 1928—1999  | 5 октября 1982              |
| 17 августа 1987 — 25 декабря 1991 | Юрий Казимирович Шманевский  | род. 1932  |                             |
| Российская Федерация              |                              |            |                             |
| 25 декабря 1991 — 5 июля 1993     | Юрий Казимирович Шманевский  | род. 1932  |                             |
| 5 июля 1993 — 1 августа 1998      | Юрий Тимофеевич Лейзаренко   | род. 1937  |                             |
| 1 августа 1998 — 9 июля 1999      | Александр Филиппович Борисов | род. 1945  |                             |
| 9 июля 1999 — 11 ноября 2003      | Всеволод Иванович Сухов      | род. 1938  |                             |
| 11 ноября 2003 — 16 сентября 2008 | Владимир Иванович Прыгин     | род. 1948  |                             |
| 16 сентября 2008 — 25 июня 2013   | Владимир Евгеньевич Тарабрин | род. 1957  |                             |
| 25 июня 2013 — 17 августа 2020    | Дмитрий Викторович Кураков   | род. 1961  |                             |
| 17 августа 2020 — 16 января 2024  | Ильяс Фархадович Искандаров  | род. 1965  | 15 октября 2020             |
| 16 января 2024 — настоящее время  | Дмитрий Гениевич Корепанов   | род. 1959  | 27 июня 2024                |